# Opuntia depressa
Opuntia depressa ist eine Pflanzenart in der Gattung der Opuntien (Opuntia) aus der Familie der Kakteengewächse (Cactaceae). Das Artepitheton depressa stammt aus dem Lateinischen, bedeutet ‚niedergedrückt‘ und verweist auf die niedrige, strauchige Wuchsform der Art.

## Beschreibung
Opuntia depressa wächst strauchig mit von der Basis her verzweigenden niederliegenden bis aufsteigenden Zweigen und erreicht Wuchshöhen von 40 bis 120 Zentimeter. Die grünen bis gelblich grünen, etwas purpurfarben überhauchten, flaumenhaarigen, verkehrt eiförmigen bis kreisrunden Triebabschnitte werden im Alter gelegentlich länglich. Sie sind 16 bis 30 Zentimeter lang und 11 bis 20 Zentimeter breit. Die Glochiden sind gelb und 3 bis 5 Millimeter lang. Die ein bis vier nadeligen, aufrechten, leicht verdrehten oder zurückgebogenen, steifen Dornen sind gelb bis weißlich und 0,5 bis 4 Zentimeter lang.
Die rosafarbenen bis etwas purpurfarbenen Blüten weisen eine Länge von 3,2 bis 4 Zentimeter auf. Die kugelförmigen Früchte sind gelblich rot bis rot. Sie sind 2 bis 2,5 Zentimeter lang und erreichen Durchmesser von 1,5 bis 2,7 Zentimeter.

## Verbreitung, Systematik und Gefährdung
Opuntia depressa ist mexikanischen Bundesstaaten Guerrero, Morelos, Oaxaca, Puebla und Tlaxcala in Höhenlagen von 700 bis 1600 Metern verbreitet.
Die Erstbeschreibung  erfolgte 1908 durch Joseph Nelson Rose.
In der Roten Liste gefährdeter Arten der IUCN wird die Art als „Least Concern (LC)“, d. h. als nicht gefährdet geführt. Die Entwicklung der Populationen wird als stabil angesehen.

## Nachweise